# Международен съюз за чиста и приложна физика
Международният съюз за чиста и приложна физика (на английски: International Union of Pure and Applied Physics, съкр. IUPAP) е международна неправителствена организация за насърчаване развитието на физиката, със седалище в Швейцария. Основана е в Брюксел през 1922 г. от 13 страни: Белгия, Канада, Дания, Франция, Холандия, Япония, Норвегия, Полша, Испания, Швейцария, Великобритания, САЩ, Южноафрикански съюз. Избран е изпълнителен комитет от 10 души. Първото годишно общо събрание на съюза се е състояло в Париж през 1923 г.
Целите на IUPAP са:
- да насърчи международното сътрудничество в областта на физиката;
- да подкрепя съответните международни конференции и да участва в организирането им;
- да ускори създаването и публикуването на справочници за физичните константи;
- да насърчава глобални споразумения относно използването на символи и единици, както и техните номенклатура и еталони;
- да подпомага свободния обмен на учени;
- да насърчава научните изследвания и образованието.

IUPAP се ръководи от Общо събрание, което се свиква на всеки три години. Като основен орган на изпълнителната власт на организацията, то следи дейността на 19 специализирани международни и три дъщерни комисии. Съюзът трябва да се състои от членове, представляващи всички общности на физиците. Съюзът има 49 члена.
IUPAP е член на Международния съвет за наука (ICSU).